# MS Queen Elizabeth

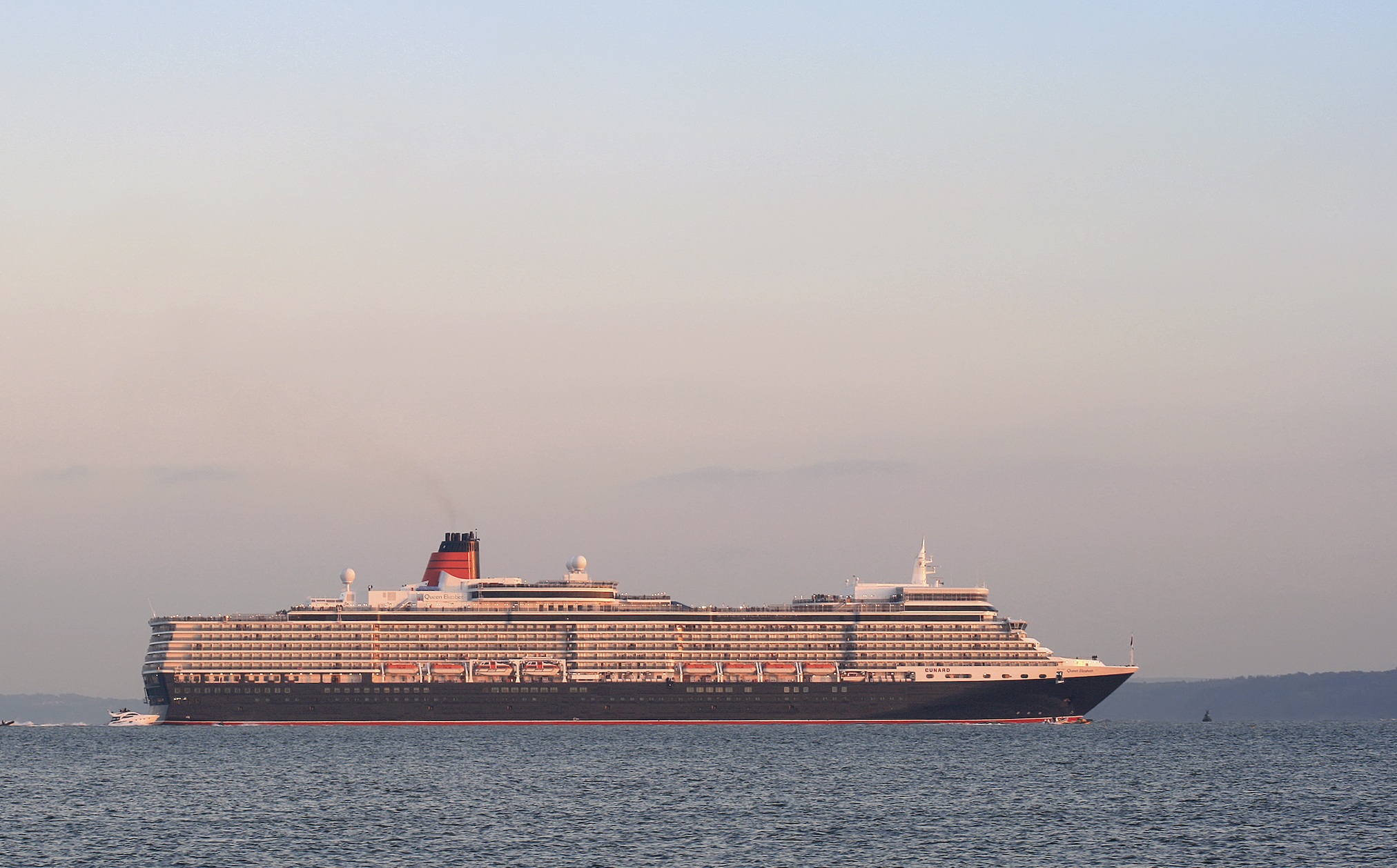
A Queen Elizabeth első útjára indul Southamptonból

Az MS Queen Elizabeth brit üdülőhajó, a Cunard Line társaság jelenleg (2018) üzemelő hajói közül a harmadik. Nevét II. Erzsébet brit királynőről kapta. Üzembe helyezésekor a szolgálatát bevégző RMS Queen Elizabeth 2 helyét vette át.
A Queen Elizabeth felépítése nagyjából azonos a Queen Victoriával, bár előbbi befogadóképessége nagyobb az utóbbinál. A hajó súlya 90 ezer tonna, hossza 294 méter, a szélessége 32 méter, a sebessége pedig 23 csomó. Első útja 2010. október 12-én volt.
A hajónak erősen múltidéző kialakítása van, leginkább a gőzhajózás hőskorára, a '30-as évekre emlékeztet. A design egyben egyfajta tisztelgés a két korábbi Cunard-hajó előtt, melyeknek ugyanaz volt a neve: az RMS Queen Elizabeth, és az RMS Queen Elizabeth 2. Legnagyobb éttermében egy Britannia Club részleg is található, mely emellett csak a Queen Mary 2-n érhető el.

## Fordítás
- Ez a szócikk részben vagy egészben  a   MS Queen Elizabeth című angol Wikipédia-szócikk ezen változatának fordításán alapul.  Az eredeti cikk szerkesztőit annak laptörténete sorolja fel. Ez a jelzés csupán a megfogalmazás eredetét és a szerzői jogokat jelzi, nem szolgál a cikkben szereplő információk forrásmegjelöléseként.